# Alberto Muro
Alberto Muro (* 27. April 1927 in Buenos Aires; † 21. Januar 1997 in La Colle-sur-Loup) war ein argentinischer Fußballspieler und Trainer, der den größten Teil seiner Karriere bei französischen Vereinen unter Vertrag stand.

## Spielerkarriere
Über Muros Leben in Südamerika ist relativ wenig bekannt; er kam 1950 von Nacional Montevideo nach Frankreich. Beim Erstdivisionär FC Sochaux wurde er ab 1951 zum Stammspieler, und für diesen Klub tauchte der Stürmer am Ende der Saison 1952/53 zum ersten Mal auf einem vorderen Rang der Ligatorjägerliste auf (Rang 6 mit 17 Treffern). In dieser Saison wurde er mit seiner Mannschaft sogar Vizemeister hinter Stade Reims, aber Titel in Meisterschaft oder Pokalwettbewerb waren mit Sochaux in diesen Jahren nicht zu gewinnen. Deshalb wechselte Alberto Muro 1956 zum frischgebackenen Meister OGC Nizza. An der Côte d’Azur blühte er regelrecht auf und war maßgeblich an dem Parcours beteiligt, der den OGC im Europapokal der Landesmeister 1956/57 nach Erfolgen über Aarhus GF und die Glasgow Rangers ins Viertelfinale führte. Gegen die Rangers bedurfte es eines dritten Spiels, in dem ihm das vorentscheidende 2:1 gelang. Anschließend ging es gegen Titelverteidiger Real Madrid; beim Hinspiel in Spanien war Muro aufgrund einer taktischen Umstellung von Trainer Luis Carniglia allerdings „komplett isoliert“, und das Rückspiel vor eigenem Publikum war die einzige der sieben Partien, in denen er fehlte. In der Division 1 schloss seine Mannschaft, in der mit Victor Nurenberg, Joseph Ujlaki und Jacques Foix drei weitere torhungrige Offensivkräfte standen, die folgenden beiden Saisons lediglich im Tabellenmittelfeld ab, aber der Argentinier schoss sich 1957/58 mit 21 Punktspieltreffern sogar auf den dritten Rang unter den besten Torjägern. In der folgenden Spielzeit gelang Nizza dann der Durchbruch, und zum Meistertitel der Aiglons – „Jungadler“ ist der bis ins 21. Jahrhundert gebräuchliche Spitzname für die Spieler des OGC – hatte ihr Angreifer wiederum 16 Treffer beigetragen. Dabei spielte er inzwischen nicht mehr in vorderster Reihe, sondern „dirigierte das Manöver hinter den Sturmspitzen“.
Daran schloss sich allerdings erneut eine nur mittelmäßige Spielzeit an, auch für Muro, der seinen Stammplatz an Héctor De Bourgoing verloren hatte und während der Saison an den Zweitligisten FC Nancy abgegeben wurde. Bei den Lothringern und ihrem Trainer Mario Zatelli fand er schnell zu alter Stärke und bereits sechs Monate später auch in die erste Division zurück. 1961 wurde Nancy Achter und 1962 sogar Vierter, und Alberto Muro stand in beiden Spielzeiten wieder unter den 15 besten Torschützen; vor allem aber galt er als „Seele der Mannschaft, [weil er] sich ungeachtet seines Alters viele Qualitäten bewahrt“ hatte. 1962 erreichte er mit seinem Klub zudem das Pokalendspiel; darin unterlag Nancy der AS Saint-Étienne durch einen Treffer kurz vor Spielende mit 0:1, weil der FC zuvor seine Chancen nicht genutzt hatte. Anschließend wechselte der inzwischen 35-Jährige wieder ans Mittelmeer, wo ihm Zweitdivisionär AS Cannes einen Posten als Spielertrainer angeboten hatte. Nachdem er mit Cannes zweimal nur Mittelfeldplätze erreicht hatte, arbeitete er 1964/65 in gleicher Doppelfunktion für den benachbarten Amateurklub SC Draguignan, wo er sich ebenso noch häufig selbst aufstellte wie in der folgenden Saison, in der er – dann wieder in der zweiten Liga – auf Korsika beim AC Ajaccio tätig war. 1966, kurz vor der Vollendung seines 39. Lebensjahres, beendete er endgültig seine Spielerkarriere, in der er in der höchsten französischen Spielklasse bei 269 Einsätzen 128 Tore und in der zweiten Division in 101 Matches 35 Treffer erzielt hatte.

### Stationen
- Nacional Montevideo (1949–1950)
- 1951–1956: FC Sochaux
- 1956–Dezember 1959: OGC Nizza
- Januar 1960–1962: FC Nancy (1959/60 in D2)
- 1962–1964: AS Cannes (in D2, als Spielertrainer)
- 1964/65: SC Draguignan (im Amateurbereich, als Spielertrainer)
- 1965/66: AC Ajaccio (in D2, als Spielertrainer)

## Trainertätigkeiten
Alberto Muros Laufbahn an der Seitenlinie ist bisher nicht lückenlos zu dokumentieren. Er blieb noch vier weitere Jahre in Ajaccio, führte die Mannschaft 1967 in die erste Division und beendete seine Tätigkeit dort am Ende der Saison 1969/70, nachdem der ACA in den Barrages um den Klassenerhalt kämpfen musste und seinen Platz nur dank einer Aufstockung der Liga behielt. In diesen Jahren hat er mit der Ausbildung von Jean-Pierre Brucato sowie zwei 19-jährigen, späteren Nationalspielern (Dominique Baratelli und Marius Trésor) seine Fähigkeiten auch in diesem Metier nachgewiesen. Ab 1974 trainierte er mit der AS Monaco einen weiteren Erstligisten; die Monegassen entließen Muro nach anderthalb Jahren, als die Mannschaft sich in akuter Abstiegsgefahr befand. Als weitere Trainerstation ist seine Zeit bei Paris FC in dessen Zweitligasaison 1981/82 zu ermitteln, wo er die Nachfolge von Roger Lemerre antrat und nach deren Ende der Verein seine Profiabteilung auflöste und einen Neuanfang im Amateurlager unternehmen musste. Offenbar hat Alberto Muro trotzdem auch 1982/83 noch für den PFC gearbeitet.

## Palmarès
als Spieler
- Französischer Meister: 1959 (und Vizemeister 1953)
- Französischer Pokalsieger: Fehlanzeige, aber Finalist 1962
- 36. Rang in der Liste der erfolgreichsten Division-1-Torschützen aller Zeiten mit 128 Treffern

als Trainer
- Meister der Division 2: 1967